# Yahya Hassan
Yahya Hassan (født Yehya Hassan 19. maj 1995 i Aarhus, død 29. april 2020 i Aarhus) var en dansk digter med palæstinensisk baggrund. Hans debutdigtsamling Yahya Hassan solgte mere end 120.000 eksemplarer og er dermed den bedst sælgende debutdigtsamling i Danmark nogensinde.

## Opvækst og uddannelse
Yahya Hassan blev født i 1995 af forældre, der begge er kommet til Danmark i slutningen af 1980’erne som palæstinensiske flygtninge fra Libanon. Han voksede op i Aarhus Vest sammen med fire søskende. Søskendeflokken blev systematisk udsat for voldelige overgreb af en far, der i en periode arbejdede som taxachauffør, men hovedsageligt var hjemmegående på kontanthjælp.
Hassans kriminelle løbebane begyndte tidligt, og som 13-årig blev han første gang fjernet fra familien. Siden fulgte år med mere kriminalitet, flere institutionsophold og en varetægtsfængsling for forsøg på røveri. Da han blev anbragt på døgninstitutionen Solhaven i Nordjylland, opdagede en lærer Hassans interesse for at skrive. Hun introducerede ham for litteratur og hjalp ham med at komme på skrivekurser, højskole og i gang med at skrive den første digtsamling: "Det var, som om der åbnede sig et gammelt sår i mig et sted, hvor ordene strømmede ud af mig. Vrede ord."(Tarek Omar: Digter: Jeg er fucking vred på mine forældres generation. Politiken, 2013-10-05), siger Hassan om skriveprocessen.

Blandt sine inspirationskilder har Yahya Hassan nævnt Dostojevskij, Michael Strunge og navnlig Karl Ove Knausgårds selvbiografiske bøger.

## Før digtsamlingenYahya Hassan
I februar 2013 optrådte Yahya Hassan på litteraturfestivalen "Litt Talk" på Vallekilde Højskole, og hans digtoplæsninger blev bragt i en DR-reportage.
Et videoportræt om ham af Søren Marcussen fra en serie om 12 unge mænd med anden etnisk baggrund blev udgivet på YouTube i februar 2013.
Den 8. juni 2013 optrådte Yahya Hassan på Aarhus Teater med egne digte i samspil med Søren Marcussen, leder af teatret Opgang2, og kunstneren Hans Krull, som malede indholdet af det, han hørte. I september 2013 optrådte Hassan på litteraturfestivalen Vild med ORD, hvor også Dorthe Nors og Lone Hørslev deltog under Århus Festuge. DR skrev, at Hassan reciterede "insisterende, påkaldende og med stor sproglig sikkerhed".

## DigtsamlingenYahya Hassan
Den 17. oktober 2013 udgav Gyldendal Yahya Hassans digtsamling med titlen Yahya Hassan.
Et par uger før udgivelsen bragte Politiken et større interview med Yahya Hassan af Tarek Omar den 5. oktober 2013 med overskriften Digter: Jeg er fucking vred på mine forældres generation. Denne artikel skabte enorm opmærksomhed og debat, dels litterært og dels politisk og kulturelt om integration. Yahya Hassan blev derefter interviewet i DR2 Deadline.
Han optrådte også i Aftenshowet og på TV 2/Østjylland.
Opmærksomheden nåede i november også frem til en amerikansk blog under The Wall Street Journal.
I medierne udtalte Hassan sig kritisk om dele af sin kulturbaggrund. Han beskyldte forældregenerationen for at klynge sig til Koranen, mens de begik socialt bedrageri, tævede deres børn og forhindrede børnene i at blive integreret i det danske samfund.
Digtene beskriver en opvækst med vold, svigt og kriminalitet. Digtsamlingen udtrykker blandt andet et opgør med forældrene og religionen islam.

### Udgivelse
Debutdigtsamlingen Yahya Hassan havde et første oplag på 800 eksemplarer i år 2013, hvilket hurtigt blev udsolgt, hvorefter forlaget Gyldendal øgede oplaget i flere omgange: I oktober til 11.000,
i november til 42.000,
i slutningen af november til 57.000, i starten af december lå antallet af eksemplarer på 93.000, og fredag den 13. december 2013, kunne forlaget Gyldendal oplyse, at digtsamlingen havde rundet 100.000 eksemplarer. Opmærksomheden omkring debutdigtsamlingen var så stor, at man skal tilbage til Vita Andersens Tryghedsnarkomaner fra 1977 for at finde en digterdebut med ligeså stor gennemslagskraft.
Digtsamlingen blev solgt til udgivelse i Holland, Italien, Norge, Sverige, Island, Spanien, Finland, Brasilien og Tyskland og forlaget forsøger også at få digtsamlingen ud i flere andre lande. Al og Kuku Agami blev engageret til at stå for en engelsk oversættelse.

### Recitering
Med udgivelsen af digtsamlingen begyndte Yahya Hassan at recitere digtene offentligt.
Hans recitering var i en egenartet særpræget deklamatorisk stil.
"Han synger sine digte rytmisk som en vantro muezzin," skrev en Jörg Lau for Die Zeit.
Disse digtoplæsning blev et tilløbsstykke og man kunne læse om udsolgte arrangementer.
Et arrangement organiseret af Aarhus Kommunes Biblioteker i december 2013 blev udsolgt på to minutter.
Både Andreas Bo og Ulf Pilgaard kunne udnytte den særprægede reciteringsstil i parodier over Yahya Hassan.

### Anmeldelser
Litteraturanmelderne var gennemgående positive. De mente, at sproget var nyskabende og indholdet socialrealistisk og kraftfuldt.
Anmelder Louise Rosengreen fra Dagbladet Information beskrev digtene som narrativ og mundret autofiktion.
Andre anmeldere fandt, at bogen var et unikt eller chokerende indblik i et nutidigt miljø, skrevet på en motor af vrede og fremmedgjorthed, med afdæmpet internaliserende smerte, eller nøgternt og illusionsløst.
Tyske Die Zeit kaldte samlingen en lyrisk dannelsesroman.
I en kommentar til sproget anså en anmelder digtsamlingen for det første betydelige værk på såkaldt perkerdansk. Lars Bukdahl bemærkede en "anti-metaforicitet" i digtene og karakteriserede dem som værende "direkte telegramagtigt konkret akut - vil ske og SKER i hårde, klare, stakåndede glimt". Allerede i sommeren 2013 før udgivelsen af digtsamlingen hørte Bukdahl oplæsningen af digtet "SKUFFELSEN" og karakteriserede da det med "dette var glasklar, hårdtbrændt patos, som virkede, som ved sin sikre, frygtløst drastiske fyndighed overbeviste".
En del af anmelderne har gjort sig overvejelser om, hvad debuten kunne betyde for den offentlige debat, selv om de generelt erkender, at bogen ikke er politisk. Politiken kaldte Yahya Hassan for "indvandrerdigter", selv om han er født i Danmark. Yahya Hassan har derefter udtalt, at han ikke ytrer sig som debattør i integrationsdebatten, men derimod som digter.

### Muslimsk afstandtagen
Fra nogle muslimers side var der skepsis eller vrede over, at Yahya Hassan kritiserede sine forældre, indvandrermiljøet og islam.
En af de mere særprægede hændelser skete under Cirkusrevyen 2014, hvor Ulf Pilgaard parodierede Yahya Hassan. Da Pilgaard blev introduceret på scenen med formuleringen "her kommer Danmarks nye nationaldigter Yahya Hassen", så hørte nogle unge mænd "af anden etnisk herkomst end dansk" dette og brød ind i Cirkusrevyens telt. Fra pladsen foran scenen begyndte de utilfredse mænd at råbe mod Pilgaard, øjensynligt mishagsytringer på arabisk.

### Overfald på Hovedbanegården
Han modtog flere dødstrusler, og ifølge Danmarks Radio var Politiets Efterretningstjeneste involveret i hans sikkerhed.
Et af de alvorlige udfald mod Yahya Hassan skete den 18. november 2013, da han blev udsat for et voldeligt overfald på Hovedbanegården. Her blev han om aftenen overfaldet i forhallen, der ligger ud mod banegårdspladsen, af den terrordømte og nu prøveløsladte Isaac Meyer – Hassan fik tildelt 5-8 slag i ansigtet og på kroppen, mens Meyer råbte, at han var "vantro og således skulle dø". Dagen efter blev Meyer fremstillet i grundlovsforhør i Københavns Byret, hvor han erkendte at have overfaldet Yahya Hassan. Han blev varetægtsfængslet i 13 dage – sigtet efter straffelovens paragraf 244,
hvor der kan straffes med bøde eller fængsel indtil 3 år. Den 9. december 2013 idømte Københavns Byret den 24-årige Isaac Meyer fem måneders fængsel for overfaldet på Yahya Hassan. I denne forbindelse meddelte Yahya Hassan følgende i retten:
| Citat                                     | I kan gøre med gerningsmanden, hvad I vil. Jeg er ikke bange for at tage et slagsmål. Han [Isaac Meyer] er jeres problem, han er retsvæsenets problem og han er samfundets problem. Han er ikke mit. | Citat |
| Berlingske Tidende, den 9. december 2013. | |       |

En 15-årig person med somalisk baggrund modtog i marts 2014 en 20-dages betinget fængselsdom, fordi Retten i Glostrup havde fundet, at hans kommentarer på Facebook var en trussel mod digterens liv.
I Retten i Aarhus blev Yahya Hassan idømt 4 måneders betinget fængsel den 9. marts 2015, i en voldssag som han efterfølgende valgte at anke. Han blev senere frifundet ved Vestre Landsret.

### Digtoplæsning i Vollsmose
Postyret omkring Yahya Hassan nåede nye højder den 26. november 2013, da han oplæste sine digte på H.C. Andersen Skolen i Vollsmose, Odense, for et publikum på 51 journalister foruden 225 andre personer, herunder daværende social- og integrationsminister Annette Vilhelmsen (SF).
Oprindeligt var arrangementet planlagt til at skulle foregå på Vollsmose Bibliotek, men i kraft af politiets trusselsvurdering blev biblioteket pålagt at aflyse arrangementet.
Få måneder før havde et debatmøde med Ahmed Akkari skabt en alvorlig situation med stenkastende unge, og Akkari der måtte eskorteres væk af sikkerhedsvagter.
Aflysningen mødte kritik fra flere sider og var årsag til flere paragraf-20 spørgsmål i Folketinget til daværende justitsminister Morten Bødskov.
Grundet trusler på livet var Yahya Hassan beskyttet under arrangementet af kampklædte betjente, agenter fra Politiets Efterretningstjeneste (PET), bombehunde samt flyveforbud.
Yahya Hassans digtoplæsning med den efterfølgende diskussion med publikum blev transmitteret på tv.

### Anerkendelse
Digtsamlingen skaffede Yahya Hassan en række priser. Han modtog den 8. november 2013 prisen som 'Årets Debutant' på Bogmessen BogForum.
I samme måned fik digtsamlingen også Hassan nomineret til Montanas Litteraturpris.
Weekendavisen tildelte ham deres 100.000 kroners litteraturpris for 2013 i slutning af januar 2014.
Omtrent samtidig gjorde digtsamlingen ham til en suveræn vinder af Politikens Litteraturpris 2013 på 250.000 kroner.
Derudover var Hassans bog en blandt 10 nominerede til Danmarks Biblioteksforening og Berlingskes Læsernes bogpris 2014.
Han vandt den 26. september 2014 Bodil og Jørgen Munch-Christensens debutantpris, som er Danmarks største af sin slags.
Cirkusrevyens parodi over Yahya Hassan var leveret af Vase & Fuglsang. Det var en satire over IC4-togets problemer, og som Ulf Pilgaard fremførte udklædt og messende som Yahya Hassan.

## Efter digtsamlingenYahya Hassan
Til en Gaza-demonstration i sommeren 2014 havde Mellemfolkeligt Samvirke blandt andet inviteret Yahya Hassan til at tale.
Af sikkerhedsgrunde blev hans tale aflyst, men han fik lejlighed til at fremføre talen i DR2 Deadline.
I anledningen af 1-året for udgivelsen af digtsamlingen Yahya Hassan interviewede Adam Holm Yahya Hassan i DR2-programmet 2. sektion. I programmet kritiserede han dem, der havde givet ham prædikatet som islamkritiker og argumenterede for, at hans digtning snarere var en samfundskritik.
I december 2014 optrådte han som usædvanlig gæst ved Dansk Folkepartis julefrokost, hvor han fremførte en recitation på baggrund af en til lejligheden skreven tekst med blandt andet "Men hvad gør man ikke for et stykke flæskesvær i en flæskesfære".
Hans tilstedeværelse i debatten i 2014 var så stor, at Politiken satte ham på tredjepladsen over årets meningsdannere.

## Folketingskandidat
Den 7. april 2015 bekendtgjorde Nationalpartiet i en pressemeddelelse, at Yahya Hassan ville opstille som kandidat, hvis partiet nåede at blive opstillingsberettiget inden næste folketingsvalg.
Partiformanden Kashif Ahmad udtalte i den forbindelse: "Vi er glade og stolte over, at Yahya har valgt at stille op for os og jeg glæder mig til vores videre samarbejde. Han er et ungt friskt pust til det politiske landskab i Danmark."
Nationalpartiet nåede ikke at blive opstillingsberettiget, men fem af dets medlemmer opstillede som løsgængere i forskellige storkredse ved folketingsvalget 2015. Yahya Hassan opstillede således som løsgænger i Østjyllands Storkreds, hvor han bl.a. udsendte valgvideoer på arabisk. Ved valget fik han 944 stemmer ud af de over 20.000 stemmer, det krævede at blive indvalgt i Folketinget. Valget var en stor skuffelse for Hassan, og flere af hans venner fortalte efterfølgende, at han havde svært ved at håndtere nederlaget.
Den 9. februar 2016 blev Yahya Hassan ekskluderet fra Nationalpartiet, efter han var blevet anholdt for narkokørsel. Han var således medlem af partiet i cirka 10 måneder.

## Retssagen i 2016
I begyndelsen af 2016 var der betydelig medieopmærksomhed omkring Yahya Hassan, der havde givet udtryk for, at personer fra bandemiljøet stræbte ham efter livet.
Den 21. marts 2016 blev Yahya Hassan fængslet efter at have grebet til våben, og skudt en 17-årig person i foden.
Den 16. september blev han idømt 1 år og 9 måneders ubetinget fængsel for at have skudt den 17-årige, samt de andre lovovertrædelser i det samlede sagskompleks.
Fængselsdommen stoppede dog ikke konflikten, da Yahya Hassan, næsten et år efter retssagen, skrev et harmdirrende indlæg på Facebook, der i visse bandemiljø-kredse kunne opfattes som en trussel.
Yahya Hassan blev løsladt den 19. december 2017.

## Bed and breakfast-sagen i 2018
I 2018 tog Yahya Hassan til Glyngøre, hvor han indlogerede sig på en bed and breakfast. Grundet uroligheder blev politiet senere tilkaldt og fik ham ud af lejligheden. Udlejerne mistænkte ham for at have småstjålet flere sager – blandt andet vin, mad, mobiltelefoner, en racercykel og en bil.

## DigtsamlingenYahya Hassan 2
I november 2019 udgav Gyldendal Yahya Hassans digtsamling med titlen Yahya Hassan 2. I 59 digte fortæller Yahya Hassan sin historie, fra han er debuterende forfatter og "præmieperker" med politibeskyttelse, til han bliver jaget vildt, voldsmand, fængslet, indlagt, "psykoseperker" og uden et sted at være. Det er digte om tvivl, sammenbrud, vrede og ensomhed, om volden og vanviddet i verden og i en selv og om at ville kærligheden og nærheden, men ikke kunne holde på den. 
Yahya Hassan blev den 20. februar 2020 nomineret til den prestigefulde Nordisk Råds Litteraturpris 2020 for digtsamlingen Yahya Hassan 2.

## Død
Yahya Hassan blev fundet død i sin lejlighed den 29. april 2020. Han blev begravet på den muslimske gravplads på Vestre Kirkegård i Aarhus den 5. maj 2020.

## Forhold til islam
Hassans forhold til islam har været omdiskuteret i offentligheden. Hans første digtsamling fra 2013 indeholdt blandt andet et digt, der sluttede med ordene: "MIG JEG PISSER PÅ ALLAH OG PÅ HANS SENDEBUD OG PÅ HANS ALLE MULIG UDUELIG DISCIPLE", som Hassan også reciterede nærmest råbende i programmet Deadline på DR2 samme år. Han blev opfattet som islamkritiker og fortalte polemisk journalister, at han ikke var muslim. Hans digte og medieoptrædener gjorde, at han ragede uklar med store dele af det muslimske miljø. Ifølge islamologen Saer El-Jaichi var indtrykket i offentligheden dog ikke retvisende - Hassan var snarere en reflekteret muslim. I årene 2013-2015 mødtes Hassan med El-Jaichi et par gange ugentligt for at tale om islam, arabisk filosofi og litteratur. Det var nyt fra Hassan at høre, at islam ikke blot var påbud og forbud, men også oplysning og åndelighed, og at den kunne fortolkes, så man kunne være muslim på forskellige måder. I november 2019 optrådte han i en video på Facebook, hvor han sad i en sofa ved siden af sin mors onkel, imam Abu Khaled, og sagde: "Jeg vil gerne sige til alle, der måske har været i tvivl, om Yahya har været fratrådt islam eller frafalden fra islam, at det har der på intet tidspunkt været tale om. Jeg er født muslim og vil dø muslim, men man er måske ikke, som folk er flest. Slut, prut, finale."
Ved Hassans begravelse talte Abu Khaled, der bl.a. sagde: "Nok var han en anderledes muslim, men han var født som muslim og døde også som en."